# Angelo Tiffe
Angelo Tiffe est un acteur américain.

## Filmographie

### Cinéma
- 1988 : L.A. Crackdown II : Jamie's Husband
- 1989 : Police Academy 6 : S.O.S. ville en état de choc (Police Academy 6: City Under Siege) : Policier #1
- 1990 : Double Jeu (Impulse) : Luke
- 1990 : Urgences (Vital Signs) : George
- 1991 : The Last Riders : Rico
- 1991 : Star Trek 6 : Terre inconnue (Star Trek VI: The Undiscovered Country) : Excelsior navigator
- 1992 : Almost Pregnant : Frank Daniello
- 1993 : Intent to Kill (vidéo) : Salvador
- 1994 : Sword of Honor (vidéo) : Richard Sireno
- 1994 : Texas Payback : Frank
- 1994 : Les trois ninjas contre-attaquent (3 Ninjas Kick Back) : Slam
- 1998 : Sour Grapes : Chauffeur
- 1998 : Denis la Malice sème la panique (Dennis the Menace Strikes Again!) (vidéo) : Ticket Taker
- 2001 : Potins mondains et Amnésies partielles (Town & Country) : Man at Table
- 2004 : Collatéral (Collateral) : Sylvester Clarke
- 2004 : Mon beau-père, mes parents et moi (Meet the Fockers) : Businessman

### Télévision
- 1985 : Brass (TV) : Uniformed officer
- 1987 : 21 Jump Street : Russell Buckins
- 1990 : After the Shock (TV) : Fireman
- 1990 : Code Quantum (saison 3, épisode 15) : Carl Morgan
- 1992 : Murder Without Motive: The Edmund Perry Story (TV) : Lee Van Hooten
- 1993 : Based on an Untrue Story (TV) : TV Drunken Husband
- 1996 : Los Angeles Heat (saison 1, épisodes 16 à 20) : Le faucon
- 1998 : Urgences (saison 5, épisode 5)
- 2001 - 2005 : Les Feux de l'amour : Ralph Hunnicutt (2001-2002) puis Angelo Razzano (2003-2005)
- 2002 : Boston Public (saison 2, épisode 16), John Kendall
- 2004 : Urgences (saison 11, épisode 10) : Tom Putnam
- 2005 : Untitled John Corbett/ABC Project (TV)
- 2006 : Close to Home : Juste Cause (saison 2, épisode 6) : Gene Raditzer
- 2008 : Des jours et des vies : Angelo
- 2009 : Les Experts : Miami (saison 8, épisode 1) : Larry Parker
- 2009 : Grey's Anatomy (saison 6, épisode 8) : Mr. Boyd